# Dicranota phantasma
Dicranota (Amalopinodes) phantasma là một loài ruồi trong họ Pediciidae. Chúng phân bố ở vùng Indomalaya.